# HA-966
HA-966（化学名(±) 3-氨基-1-羟基吡咯烷-2-酮），分子式C4H8N2O2，是一种用于科研的甘氨酸受体和N-甲基-D-天門冬胺酸受體拮抗剂或低效部分激动剂。